# Лухля
Лухля — река на полуострове Камчатка. Протекает по территории Тигильского района Камчатского края России.
Длина реки — 49 км. Берёт исток в распадке у подножия горы Большая, протекает в широтном направлении до впадения в реку Хайрюзова справа.
Лухля является местом нереста лососёвых.

## Притоки
Объекты перечислены по порядку от устья к истоку (км от устья: ← левый приток | → правый приток):
- → Зверёк[4]
- → Половинка[8]
- ← Чистый[8]
- 24 км: ← Мал. Лухля[3]
- ← Бесшумный[4].

По данным государственного водного реестра России относится к Анадыро-Колымскому бассейновому округу.